# Liste der Einträge im National Register of Historic Places im Sac County

Lage des Sac County in Iowa

Die Liste der Registered Historic Places im Sac County in Iowa führt alle 13 Bauwerke und historischen Stätten im Sac County auf, die in das National Register of Historic Places aufgenommen wurden.

## Legende
| NRHP | Historic Place    |
| HD   | Historic District |

## Aktuelle Einträge
| Lfd. Nr. | Name im NRHP                                          | Bild | Datum der Eintragung | Adresse/Lage                                                                                                 | Ort       | NRHP-ID   |
| -------- | ----------------------------------------------------- | ---- | -------------------- | --- | --------- | --------- |
| 1        | Blackhawk State Park, Wildlife Preserve Area (Area A) |      | 1990                 | Südlich der Kreuzung des U.S. Highway 71 und des County Highway M68 in Lake View 41° 59′ 50″ N, 95° 2′ 21″ W | Lake View | 900016780 |
| 2        | Blackhawk State Park, Black Hawk Preserve (Area B)    |      | 1990                 | Südlich der Kreuzung des U.S. Highway 71 und des County Highway M68 in Lake View 42° 3′ 13″ N, 95° 0′ 58″ W  | Lake View | 90001679  |
| 3        | Blackhawk State Park, Denison Beach Area (Area C)     |      | 1990                 | Südlich der Kreuzung des U.S. Highway 71 und des County Highway M68 in Lake View 42° 18′ 7″ N, 95° 2′ 6″ W   | Lake View | 90001680  |
| 4        | Chautauqua Park Historic District                     |      | 2014                 | 106 Park Avenue 42° 25′ 14″ N, 95° 59′ 5″ W                                                                  | Sac City  | 91001841  |
| 5        | Chicago and North Western Passenger Depot             |      | 2003                 | 3727 Perkins Avenue 42° 16′ 13″ N, 95° 5′ 23″ W                                                              | Wall Lake | 03000358  |
| 6        | Chief Black Hawk Statue                               |      | 2000                 | Crescent Park Drive 42° 18′ 31″ N, 95° 2′ 33″ W                                                              | Lake View | 00000532  |
| 7        | Lakeside Park Historic District                       |      | 1991                 | Third Street from Lake to Park Street 42° 18′ 23″ N, 95° 2′ 46″ W                                            | Lake View | 91001841  |
| 8        | Odebolt Public Library                                |      | 1983                 | 308 West 2nd Street 42° 18′ 43″ N, 95° 15′ 13″ W                                                             | Odebolt   | 83004760  |
| 9        | George and Lola Perkins House                         |      | 2016                 | 803 West Main Street 42° 25′ 19″ N, 94° 59′ 35″ W                                                            | Sac City  | 15000997  |
| 10       | Sac City Monument Square Historic District            |      | 2015                 | 400 West Main Street 42° 25′ 18″ N, 94° 59′ 17″ W                                                            | Sac City  | 15000193  |
| 11       | Sac City Public Library                               |      | 1983                 | Kreuzung von South 16th Street und Main Street                                                               | Sac City  | 83004765  |
| 12       | Sac County Courthouse                                 |      | 1981                 | Main Street 42° 25′ 21″ N, 94° 59′ 19″ W                                                                     | Sac City  | 81000268  |
| 13       | Seven Oaks                                            |      | 1996                 | 707 Audubon Street 42° 25′ 16″ N, 94° 59′ 33″ W                                                              | Sac City  | 96000236  |